# Sulle regole
Sulle regole è un saggio dell'ex magistrato Gherardo Colombo, edito per la prima volta nel 2008 da Feltrinelli.
Il saggio, scritto in linguaggio facilmente accessibile, propone delle riflessioni sulle regole del diritto in relazione alla società circostante, che storicamente è stata spesso "verticale" e dal secondo dopoguerra è divenuta più "orizzontale" rispetto al passato.

## Sintesi

### 1. Le ambiguità della giustizia
Le regole sono necessarie per la convivenza in una società: per questo è necessario conoscerle e capirle, proprio come è necessario conoscere una lingua per comunicare. Diverso dalla regola è il concetto di "norma giuridica", e dunque di "legalità", che è data dal rispetto della legge. Anche le leggi, come le regole, possono essere diverse tra comunità differenti nello spazio e nel tempo, quindi anche nella stessa comunità in periodi diversi (ad esempio, le leggi razziali del 1938 imponevano l'esclusione degli ebrei da molti aspetti della vita pubblica, leggi che dopo furono abolite): non esiste, dunque, un "diritto naturale" che sia uguale in tutte le culture, con la sola eccezione, forse, dell'incesto. Storicamente, si è spesso ricorso alle divinità per dare giustificazione alle leggi, o come emanazione diretta o anche come ispiratrici, come fecero ad esempio gli Imperatori dell'antichità, come pure in età moderna (Napoleone si incoronò nella cattedrale di Notre-Dame). La "giustizia" è un altro concetto ambiguo: questa parola infatti può indicare sia un principio, sia l'amministrazione delle leggi. La giustizia è sempre invocata dalle autorità degli stati, anche da Hitler.

### 2. Società orizzontale e società verticale
Le regole nascono spesso da società definite "verticali", cioè basate sulla disuguaglianza tra gli individui, che vengono ordinati secondo differenti livelli di diritti e doveri. Le società verticali sono le più semplici da normare, ma l'opacità delle loro norme è funzionale soprattutto alla conservazione della gerarchia sociale, oltre che all'accesso al livello gerarchico superiore: anche il concetto di pena ha lo stesso obiettivo.  Dato, però, che nella società verticale la pena ha la funzione principale di conservare la gerarchia, essa tende a essere meno applicata ai gradi gerarchici superiori, mentre tende ad applicarsi agli strati inferiori. La stessa parola "pena" indica la sofferenza da infliggere a chi viola un diritto altrui: il carattere afflittivo e retributivo della sanzione è tipico della società verticale e tende a escludere (ad esempio, col carcere) anziché reinserire nella società stessa. Il dolore inflitto dalla pena è stato spesso giustificato dalla regola biblica "occhio per occhio, dente per dente", dimenticando però il significato originale di evitare una punizione illimitata rispetto al danno. La proporzionalità della pena rispetto al danno era infatti un progresso rispetto al periodo precedente. Le violazioni delle leggi non sono però tutte uguali, per cui, in una società orizzontale, ciascuna richiederebbe una conseguenza specifica in base all'autore e al fatto commesso, con l'obiettivo di recuperare la persona nella società. È necessario distinguere il recupero dell'autore della violazione dal risarcimento alla vittima.
Le società verticali sono quelle più frequenti nella storia: si tende spesso a credere che alla base di esse ci sia una ragione "naturale". Di certo, le dittature hanno sempre enfatizzato l'esistenza delle gerarchie e della maggiore utilità dei soggetti più in alto rispetto a quelli in basso, sino a spingersi all'idea di potere eliminare (oltre che segregare) questi ultimi perché disfunzionali alla società: in questo aspetto gli stati comandati da Hitler e Stalin, pur diversi per ideologia, mostrano lo stesso tipo di comportamento. La pena di morte è infatti tipica delle società verticali, oggi eliminata nella maggior parte degli Stati. A volte è comune identificare le società di "destra" con le società verticali, ma d'altra parte, a volte anche le società di "destra" hanno concesso ai sudditi alcuni benefici, ad esempio nell'assistenza sociale, sanitaria e nell'istruzione, mentre le società verticali di "sinistra" non sempre hanno riconosciuto i diritti dell'individuo, a volte creando invece società del tutto simili a quelle della destra più estrema.

### 3. Verso una società orizzontale
Con la diffusione dell'Illuminismo alla fine del secolo XVIII, ad opera di pensatori come Montesquieu, che nel 1748 teorizzò la divisione dei poteri (dove ciascun cittadino è detentore solo di un pezzo limitato di potere e controlla gli altri, a differenza del sovrano assoluto che accentra in sé l'intero potere al di sopra dei sudditi), nacquero nuove tensioni verso una società maggiormente "orizzontale". La società orizzontale è quella dove ciascun singolo individuo ha valore ed è dunque portatore anche di diritti. La società orizzontale identifica la sua evoluzione come l'insieme di ciascun suo membro. Un esempio del tentativo di costruire una società orizzontale è visibile nella Costituzione Italiana repubblicana in vigore dal 1948, che promuove l'uguaglianza dei cittadini di fronte alla legge nei diritti e nei doveri. La stessa cosa accade nella Dichiarazione universale dei diritti umani, anch'essa risalente al 1948. Tuttavia, nel 1948 non era così chiara l'importanza dei media, per cui sarebbe necessario introdurre la garanzia di pluralità e imparzialità di informazione. L'introduzione di nuovi media, cominciando dalla televisione, influiscono molto nell'accettazione delle regole. Una società non ha solo leggi, ma anche delle consuetudini dei comportamenti dei cittadini: è stato infatti necessario attendere il 1975 che la moglie potesse divorziare dal marito. Anche in Tangentopoli, le regole di riferimento applicate di fatto, ma non scritte e pertanto occulte, erano l'opposto delle regole ufficiali. Infatti, la regola ufficiale prevedeva l'assegnazione degli appalti con criteri di minimo costo, quando la regola occulta prevedeva nella pratica, ma senza che l'apparenza mutasse, che l'appalto fosse aggiudicato alle imprese che avessero corrotto i funzionari pubblici. La società orizzontale può incontrare resistenze. Infatti, è psicologicamente liberatorio fare ricadere le responsabilità delle azioni sulla gerarchia, come accadde nel nazismo.

### 4. Come arrivare?
La società orizzontale non è forse pienamente realizzata in alcun posto, ma la tendenza sin dagli anni del secondo Dopoguerra è stata certamente verso una maggiore orizzontalità, nonostante questo percorso apra nuovi problemi e possa generare anche delle resistenze.

## Edizioni
- Gherardo Colombo, Sulle regole, 1ª ed., Feltrinelli, 2008, ISBN 8807887843.
- Gherardo Colombo, Sulle regole, a cura di Enrico Galimberti, 1ª ed., Loescher, 2010, ISBN 9788820132521.
- (EN) Gherardo Colombo, On Rules, traduzione di Elisabetta Zoni, prefazione di René Foqué, 1ª ed., Amsterdam University Press, 2015, ISBN 9462981949.